# Az 50 első randi
Az 50 első randi (eredeti cím: 50 First Dates) 2004-ben bemutatott amerikai romantikus filmvígjáték, melyet Peter Segal rendezett és George Wing írt. A főszerepben Adam Sandler és Drew Barrymore látható.
A film hat filmes díjat nyert el, és további nyolcra jelölték. A film ötlete megtörtént orvosi eseteken alapul.

## Cselekmény
|  | Alább a cselekmény részletei következnek! |

A Hawaiin élő állatorvos, Henry Roth (Adam Sandler) delfineket, fókákat és pingvineket ápol és gyógyít, kedvenc rozmárjával kommunikál, munka után pedig magányos turistanőkkel kerül intim kapcsolatba azok nyaralása alatt. Elvből nem kezd ki helyi lányokkal, és nem bocsátkozik hosszútávú kapcsolatba, de egy reggel egy gyorsbüfében meglátja a bájos szőke Lucyt, aki éppen a reggelijéből készít gofriházat, s megszegi ezt az elvét.
A közös reggeli nagyszerűen alakul, de másnap kiderül, hogy Lucy semmire sem emlékszik a vidám randiból, mivel rövid távú memóriája egy egy évvel korábban történt autóbalesetben jóvátehetetlenül megsérült. Henrynek nem marad más választása, mint hogy minden nap újra és újra meghódítsa Lucyt. Henry nem adja fel, nap mint nap sziporkázó ötleteket bevetve „megismerkedik” vele, hogy (ha minden jól sikerül) délutánra elcsattanjon az első csók…
Lucy nincs tudatában ennek, s szerető környezete is mindent megtesz a látszat fenntartására. Apja megszerzi annak az újságnak a több száz példányát, amire Lucy még emlékszik, így a lány mindig ugyanazt a számot olvassa. Esténként ugyanazt a (felvett) mérkőzést nézik a tévében, amit Lucy nagyon vár. Lucy ugyanannak a könyvnek ugyanazt az oldalait olvassa minden este. Fivére egy kigyúrt, kissé ostoba, pösze macsó (Sean Astin), aki a testedzésen kívül közreműködik a normális élet látszatának fenntartásában (például apjával minden nap fehérre festik az egyik helyiség falait, hogy Lucy másnap festhessen rájuk – apja a lefestés előtt lefényképezi az alkotásait).
Henry helyi jó ismerőse a szabad életre ácsingózó, sokgyerekes bennszülött barát (akinek a két szem színe erősen eltér) (Rob Schneider), akinek egy cápa harapott a hasába, ennek ellenére nem tartja őket veszélyes állatnak. Ő mindenféle ötlettel látja el Henryt (amiket neki magának lenne kedve megvalósítani, ha nem lenne családos ember egy hatalmas feleség mellett).
Lucy többször szembesül a valósággal, például amikor lejár az autója engedélye (Lucy úgy tudja, hogy október van). Ekkor közösen elmennek autóval abba az elmeklinikára, ahol annak idején Lucyt kezelték. Itt az orvos, Dr. Keats (Dan Aykroyd) egy koponyaátvilágítás után elmondja nekik, hogy Lucy állapota stabil, de nem lehet javulásra számítani („vigasztalásképpen” bemutatja nekik az intézményben lakók közül Tomot, akinek csak 10 másodpercnyire terjed ki a memóriája – ami azon túl történt, arra már nem emlékszik). Henry ennek ellenére nem hagyja magára a lányt, bár egyszer Lucy javaslatára szakítanak, hogy Henry normális életet élhessen. Henry egy videókazettát készít Lucynak, amiben bemutatja az „ismerőseit” és a környezetét. Lucy kézzel írt naplót kezd vezetni, miután megismerkedik Henryvel, és az alapján sejti, hogy ők barátok, és hogy valamiért ő maga nem emlékszik a részletekre. Lucy tehetségesen rajzol és Henryről rengeteg festményt készít, a legkülönfélébb stílusokban és technikákkal.
Henry megkéri Lucy kezét, amibe a lány beleegyezik. Henry az izraelita vallásnak megfelelő esküvőt rendez.
A befejező jelenetben Lucy ébredése után egy neki címzett videókazettát talál, amiben Henry mutatkozik be neki. Amint Lucy kilép az ajtón, egy hajón találja magát, ami sarkvidéki vizeken halad (ide – a Bristol-öbölbe – Henry már tíz éve szeretett volna eljutni, hogy tanulmányozhassa a rozmárok víz alatt zajló, a tudomány által kevéssé ismert életét). Lucy örömmel üdvözli apját és a Henry által bemutatott, néhány éves kislányát a fedélzeten.
|  | Itt a vége a cselekmény részletezésének! |

## Szereplők
| Szereplő                       | Színész         | Magyar hang      |
| ------------------------------ | --------------- | ---------------- |
| Henry Roth                     | Adam Sandler    | Csőre Gábor      |
| Lucy Whitmore                  | Drew Barrymore  | Kiss Eszter      |
| Ula, Henry sokgyerekes haverja | Rob Schneider   | Józsa Imre       |
| Doug Whitmore, Lucy fivére     | Sean Astin      | Kerekes József   |
| Alexa                          | Lusia Strus     | Tóth Judit       |
| Dr. Keats, orvos               | Dan Aykroyd     | Tahi Tóth László |
| Sue                            | Amy Hill        | Némedi Mari      |
| 10 másodperces Tom             | Allen Covert    | Albert Gábor     |
| Marlin Whitmore, Lucy apja     | Blake Clark     | Papp János       |
| Stacy                          | Maya Rudolph    | Orosz Helga      |
| Nick                           | Pomaika'i Brown | Gesztesi Károly  |

## Fogadtatás
Az amerikai filmkritikusok véleményét összegző Rotten Tomatoes 44%-ra értékelte 172 vélemény alapján. Roger Ebert filmkritikus 3 csillagot adott rá a lehetséges 4-ből.

## Díjak, jelölések
elnyert díjak:
- 2004, BMI Film & TV Awards, „legjobb filmzene-díj” – Teddy Castellucci
- 2004, MTV Movie Awards, „legjobb páros” – Adam Sandler, Drew Barrymore
- 2004, Teen Choice Awards, „legjobb randis film”
- 2004, Teen Choice Awards, „vígjátékban legjobb színész” – Adam Sandler
- 2005, Kids' Choice Awards, USA, „Blimp Award”, „kedvenc színész” – Adam Sandler
- 2005, People's Choice Awards, USA, „legjobb páros” – Adam Sandler, Drew Barrymore

jelölések:
- 2004, MTV Movie Awards, „legjobb színész” – Adam Sandler
- 2004, MTV Movie Awards, „legjobb színésznő” – Drew Barrymore
- 2004, Teen Choice Awards, „legjobb vígjáték”
- 2004, Teen Choice Awards, „vígjátékban legjobb színésznő” – Drew Barrymore
- 2004, Teen Choice Awards, „legjobb páros” – Adam Sandler, Drew Barrymore
- 2004, Teen Choice Awards, „legjobb csók” – Adam Sandler, Drew Barrymore
- 2005, Kids' Choice Awards, USA, „Blimp Award”, „kedvenc színésznő” – Drew Barrymore
- 2005, Motion Picture Sound Editors, USA, „legjobb hangvágás mozifilmben” – J.J. George, Stuart Grusin

## Dalok a filmben
1. The Maile Serenaders: My Sweet Sweet
2. Nicole Kea: Breakfast in Bed
3. The Ventures: Hawaii Five-O
4. Harve Presnell: They Call the Wind Mariah
5. Bob Marley & The Wailers: Could You Be Loved
6. Manfred Mann: Blinded by the Light
7. Toots & the Maytals: Pressure Drop
8. Wayne Wonder: Hold Me Now
9. 311: Rub a Dub
10. O-Shen: Throw Away the Gun
11. Elan Atias: Slave to Love
12. Leon Redbone & Ringo Starr: My Little Grass Shack (In Kealakekua Hawaii)
13. The Flaming Lips: Do You Realize
14. Paul McCartney: Another Day
15. 311: Amber
16. No Doubt: Underneath It All
17. Jason Mraz: I Melt With You
18. The English Beat: Hands Off She’s Mine
19. Seal: Lips Like Sugar
20. Dryden Mitchell: Friday I’m in Love
21. The Beach Boys: Wouldn’t It Be Nice
22. Adam Sandler és Rob Schneider: Ula’s Luau Song
23. Wyclef Jean (featuring Eve): Your Love (L.O.V.E. Reggae Mix)
24. Wyclef Jean: Baby
25. Adam Sandler: Forgetful Lucy
26. Ziggy Marley: Drive
27. Israel Kamakawiwoʻole: Somewhere Over the Rainbow
28. UB40: Every Breath You Take
29. 311: Love Song
30. Mark McGrath (of Sugar Ray): Ghost in You
31. Bob Marley & The Wailers: Is this Love
32. Will.i.am & Fergie Ferg: True
33. The Makaha Sons Of Ni'Ihau: Aloha Ka Manini
34. Snoop Dogg: From tha Chuuuch to da Palace
35. The Cure: Boys Don’t Cry
36. The Blanks: Over the Rainbow